# Nestor meridionalis
El kaka (Nestor meridionalis) es una especie de ave de la familia Psittacidae nativo de los bosques de Nueva Zelanda. 
Existen dos subespecies, el kaka de la Isla del Norte (Nestor meridionalis septentrionalis)  y el kaka de la Isla del Sur (Nestor meridionalis meridionalis). El nombre kaka viene del idioma maorí y es el término general polinesio para papagayo.
Desarrollan el nicho de los pájaros carpinteros en los bosques mixtos de mañíos y hayas del sur de Nueva Zelanda, este papel lo ejerció junto con la extinta huia.

## Subespecies
- Nestor meridionalis meridionalis
- Nestor meridionalis septentrionalis